# پیپت جکسون
پیپت جکسون (نام علمی: Anthus latistriatus) نام یک گونه از سرده پیپت است.